# Christoph Martin Wieland

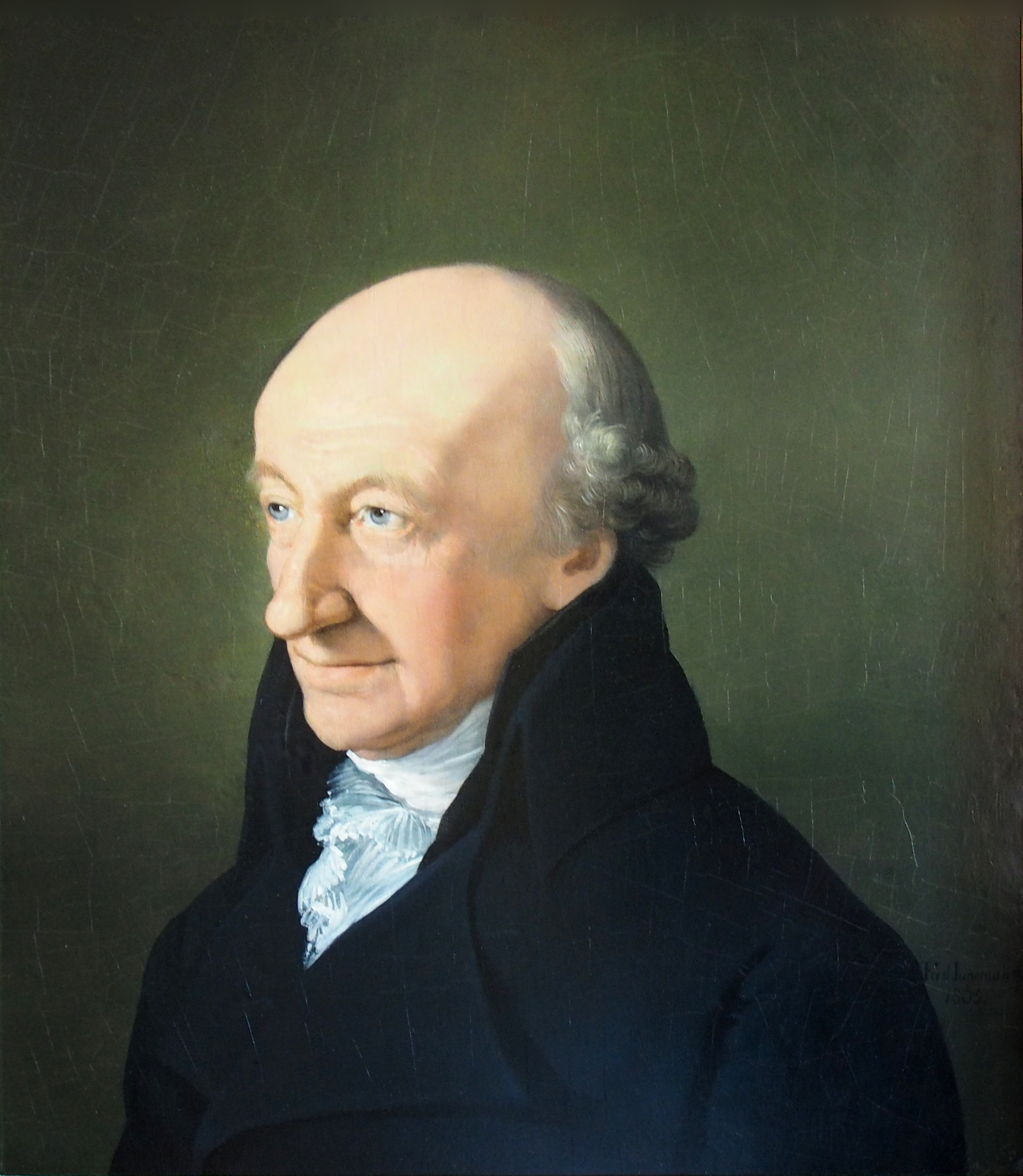
Christoph Martin Wieland în 1805, autor Ferdinand Karl Christian Jagemann (1780-1820)

Christoph Martin Wieland (n. 5 septembrie 1733 - d. 20 ianuarie 1813) a fost prozator și poet german, personalitate marcantă a iluminismului.

## Opera

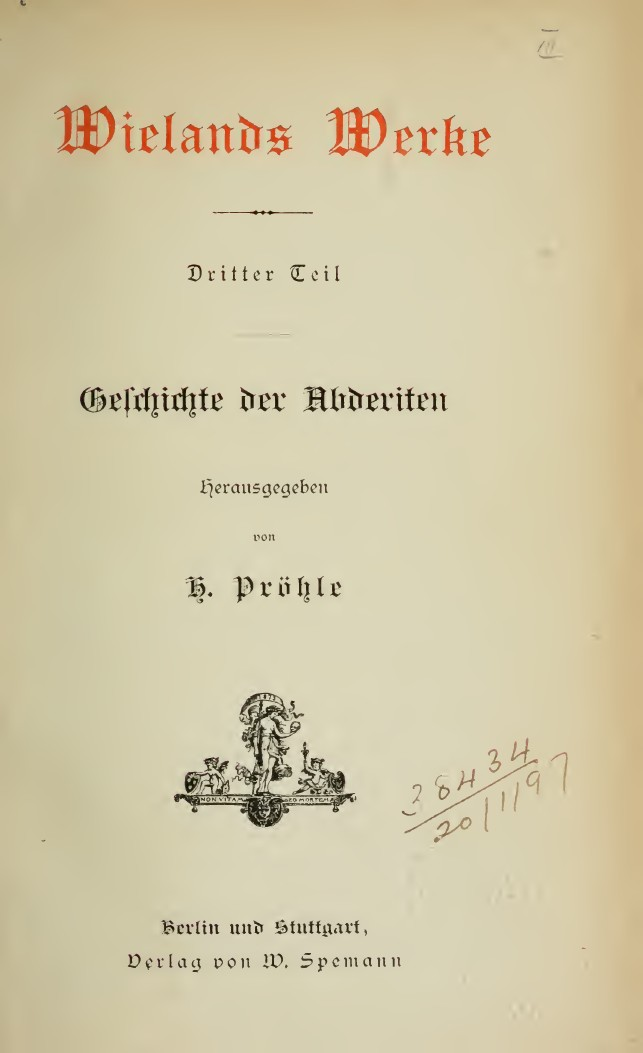
Geschichte der Abderiten (1887)

### Scrieri
- 1751: Natura lucrurilor ("Die Natur der Dinge") - poem didactic;
- 1755: Simpatii ("Sympathien") - poem sentimental;
- 1758: Lady Johanna Gray - dramă;
- 1764: Aventurile lui Don Sylvio de Rosalva sau Victoria naturii asupra reveriei ("Die Abenteuer des Don Sylvio oder Der Sieg über die Schwärmerei") - roman umoristic;
- 1766 (versiunea definitivă în 1795): Povestea lui Agathon ("Geschichte des Agathon") - roman filosofic;
- 1768: Musarion - poem filosofico-umoristic;
- 1768: Idris și Zenida ("Idris und Zenide") - basm comico-eroic;
- 1770: Grațiile ("Die Grazien") - pastorală;
- 1771: Noul Amadis ("Der neue Amadis") - pastorală;
- 1772: Oglinda de aur ("Der goldene Spiegel") - roman politic;
- 1773: Alceste - libret de operă;
- 1774 - 1781: Istoria Abderiților ("Geschichte der Abderiten") - roman umoristic;
- 1780: Oberon - povestire în versuri.

### Traduceri
Wieland este primul care a tradus în germană dramele lui Shakespeare (22 din ele).

### Publicistică
În 1773 fondează revista Der Teutsche Merkur, prin care contribuie substanțial la formarea opiniei publice în spiritul iluminist și, evidențiind operele marilor clasici, Aristofan, Euripide, Horațiu, aduce la lumină valorile culturii universale.